# Jon Lajoie
Jonathan "Jon" Lajoie (IPA: [ləʒwa]) (1980, Mont-real) és un comediant, actor, raper, músic i celebritat d'Internet quebequès de Mont-real.

## Biografia
Lajoie va néixer i créixer a Mont-real, Quebec. El seu pare és francocanadenc i la seva mare anglocanadenca. Es va graduar al programa de teatre Dawson College l'any 2001. Des de 2002, ha actuat com en el paper d'un músic anglès-canadenc anomenat Thomas Edison a Radio-Canada, el lloc canadenc anomenat L'auberge du chien noir.

## The League
Jon Lajoie actualment té un rol al programa de la FOX anomenat The League.

## Comedy Central Presents
Jon Lajoie va gravar un episodi de Comedy Central Presents el 7 de novembre del 2009. It premiered on March 5, 2010.
El mateix capítol va tornar a sortir a l'aire sense cap censura com a part de Secret Stash Comedy Central el 6 de juny a les 01:30 PM (EST). L'especial va ser destacat amb l'estrena mundial del video de la seva cançó "Pop Song".

## You Want Some of This?
Lajoie ha lliurat el seu àlbum de debut You Want Some of This? el 30 de gener del 2009, sota Normal Guy Productions. En aquest àlbum apareixen totes les cançons dels seus vídeos de Youtube incloent algunes noves pistes addicionals.